# Micrometacanthus
Micrometacanthus – rodzaj pluskwiaków z podrzędu różnoskrzydłych, rodziny smukleńcowatych i podrodziny Gampsocorinae. Obejmuje dwa opisane gatunki.

## Morfologia
Pluskwiaki o ciele drobnym, zbliżonym wymiarami do rodzaju Gampsoacantha. Czułki ich cechują się członem czwartym krótkim i zaokrąglonym. Przedplecze ich ma na zgrubiałej przedniej krawędzi (kołnierzu) pośrodkowy kolec. W tyle przedplecza występują trzy zaokrąglenie ząbkowane guzki (wyrostki), z których dwa boczne leżą w kątach barkowych, a trzeci pośrodku.

## Rozprzestrzenienie
Pluskwiaki te zamieszkują etiopską część Afryki. Znane są z Wysp Kanaryjskich, Republiki Zielonego Przylądka, Botswany i Południowej Afryki.

## Taksonomia
Rodzaj ten wprowadzony został w 1958 roku Håkana Lindberga w publikacji Hemiptera Insularum Caboverdensium. Tamże też opisany został przez Lindberga jego gatunek typowy – Micrometacanthus trichoferus. Rodzaj ten pozostawał przez długi czas taksonem monotypowym. W 2016 roku Thomas J. Henry przeniósł do niego gatunek Micrometacanthus gomeranus, który to opisany został w 1965 roku przez Eduarda Wagnera pod nazwą Gampsocoris gomeranus. Rodzaj ten klasyfikowany jest w plemieniu Gampsocorini wraz z pokrewnymi Gampsocoris, Gampsoacantha i Australacanthus.